# Mat Kirkby
Mat Kirkby ist ein britischer Regisseur und Drehbuchautor, der bei der Oscarverleihung 2015 für seine Arbeit bei Der Anruf zusammen mit James Lucas mit dem Oscar in der Kategorie Bester Kurzfilm ausgezeichnet wurde. Kirkby arbeitet als Regisseur für Musikvideos und Werbespots und hat unter anderem mit Adele, Muse und Basement Jaxx zusammengearbeitet. Kirkby lebt in London und arbeitet für die dort ansässige Film- und Werbefirma Ridley Scott Associates. 2007 schuf er seinen ersten eigenen Kurzfilm Hard to Swallow.